# Caspofungine
La caspofungine est un médicament antifongique de la classe des échinocandines, utilisé dans le traitement des infections par Candida albicans et Aspergillus fumigatus.

## Efficacité
Il est utilisé dans le traitement des infections par Candida albicans et Aspergillus fumigatus, y compris chez l'enfant.
Donné à titre préventif (dans le cas d'un traitement d'une leucémie aiguë), il semble être plus efficace que le fluconazole.

## Effets secondaires
Les effets secondaires principaux sont une fièvre (dans moins de 10 % des cas), parfois avec frissons, ainsi que des perturbations du bilan hépatique. Cela n'entraîne que rarement l'arrêt du médicament, même chez les enfants.